# Ligue des champions de basket-ball 2016-2017
Navigation
2017-2018
Créée en mars 2016 et inaugurée au cours de la saison 2016-2017, la Basketball Champions League est une compétition européenne de basket, inclusive et reposant sur des critères sportifs. Elle est le fruit d’un partenariat conjoint novateur entre la FIBA et dix ligues de basket européennes (la Belgique, la République Tchèque, la France, l’Allemagne, la Grèce, l’Israël, l’Italie, la Lituanie, la Pologne et la Turquie). La compétition débute le 27 septembre 2016 avec la phase de qualifications et se termine le 30 avril 2017 avec la finale du Final Four.

## Concept et objectifs
Lancée en mars 2016, la Basketball Champions League est une compétition de basket destinée à remodeler le paysage des compétitions européennes disputées par les clubs. Elle ouvre de nouveaux horizons en Europe de par sa constitution et les principes qui l’animent et la gouvernent. 
Outre l’éclosion de nouveaux talents sur le devant de la scène européenne, la Basketball Champions League se veut une compétition inclusive en regroupant les clubs de plus de 30 pays. Qui plus est, elle cherche à faire primer l’intérêt sportif : les clubs se qualifient par le biais de leurs résultats au sein de leurs championnats nationaux. En ce faisant, la compétition redonne ses lettres de noblesse aux ligues domestiques et met ainsi un point d’orgue à protéger l’intégrité même du basket en traitant tous les clubs de la même façon. 

## Format de la compétition
La saison inaugurale de la Basketball Champions League (2016-17) regroupe 52 équipes provenant de 31 pays européens et adopte un format qui s’articule autour de 3 phases principales : les qualifications, la Saison Régulière et les Play-Offs.

### Les qualifications (fin septembre - début octobre)
Si 32 équipes sont directement qualifiées pour la Saison Régulière, les 8 dernières places sont attribuées au cours d’une phase de qualification disputée par 20 équipes sous forme de rencontres aller-retour.

### La Saison régulière (mi-octobre - fin janvier)
Les 40 équipes engagées pour la saison régulière sont réparties en 5 groupes de 8 équipes et s’affrontent sous forme de matchs aller-retour.
Au cours de ces 280 matchs de saison régulière se disputant les mardis et mercredis, les quatre 1ers de chaque groupe ainsi que les quatre meilleurs 5e se qualifient pour l’étape suivante : les Play-Offs.
Si les 8 meilleures équipes de la saison régulière (les 1ers de chaque groupe ainsi que les trois meilleurs deuxièmes) se qualifient directement pour la 2e phase des Play-Offs (Round of 16), les 16 autres équipes restantes doivent disputer la 1re phase au cours de rencontres aller-retour dénommées « Play-Off Qualifiers ».
Un tirage au sort a lieu à la fin de la saison régulière pour décider des différentes oppositions du tour de barrage et des huitièmes de finale.
Au terme de cette saison régulière, 8 équipes (le dernier 5e parmi les 5 groupes, les 6e et les 2 meilleurs 7es) sont reversées à l’échelon inférieur, la FIBA Europe Cup.

### Les Play-offs (février-mars)

#### Tour de barrage (Play-Off qualifiers)
Les équipes, premières de leur groupe initial, sont exemptées de ce premier tour de play-offs ainsi que les trois meilleurs deuxièmes. Elle oppose donc les autres équipes qualifiées lors de la saison régulière au cours de matchs aller-retour, à la meilleure différence de points.

#### 2ephase

##### Huitièmes de finale
Les vainqueurs des play-off qualifiers rencontrent les équipes directement qualifiées pour les huitièmes de finale. Ces dernières reçoivent au match retour.

##### Quarts de finale
Un deuxième tirage au sort est organisé pour les quarts de finale qui voient s’opposer les huit équipes qualifiées au terme du tour précédent.

##### Final Four (28-30 avril)
Le final four voit s’opposer les 4 dernières équipes en lice au cours de matchs à élimination directe.

## Équipes engagées
| Saison régulière                | Saison régulière          | Saison régulière                 | Saison régulière                |
| ------------------------------- | ------------------------- | -------------------------------- | ------------------------------- |
| Lyon-Villeurbanne (Champion)    | Francfort Skyliners (3e)  | Iberostar Tenerife (9e)          | Ostende (Champion)              |
| Strasbourg (Finaliste)          | Ludwigsburg (5e)          | Saratov (6e)                     | Spirou Charleroi (2e SR)        |
| Monaco (1er SR)                 | Avellino (3e)             | Partizan Belgrade (Finaliste)    | Khimik Youjne (Champion)        |
| Le Mans (Coupe)                 | Venise (5e)               | Mega Leks (3e)                   | Stelmet Zielona Góra (Champion) |
| Banvit (5e)                     | Sassari (7e)              | Cibona Zagreb (Finaliste)        | Rosa Radom (Finaliste)          |
| Pınar Karşıyaka (6e)            | Aris Salonique (4e)       | Domžale (Champion)               | Nymburk (Champion)              |
| Beşiktaş Istanbul (9e)          | AEK Athènes (3e)          | Maccabi Rishon LeZion (Champion) | Ventspils (2e SR)               |
| Oldenburg (2e SR)               | PAOK Salonique (5e)       | Klaipėdos Neptūnas (Finaliste)   | Szolnoki Olaj (Champion)        |
| Second tour des qualifications  |                           |                                  |                                 |
| Uşak (7e)                       | Benfica (Finaliste)       | Utenos Juventus (5e)             | Joensuun Kataja (1er SR)        |
| Varèse (9e)                     | Nahariya (4e SR)          | Mornar Bar (Finaliste)           | Södertälje Kings (Champion)     |
| Porto (Champion)                | Academic Sofia (Champion) | Igokea (Champion)                | Bakken Bears (Finaliste)        |
| Premier tour des qualifications |                           |                                  |                                 |
| CSM Oradea (Champion)           | Rilski Sportist (4e)      | Donar Groningen (Champion)       | Prievidza (Champion)            |
| Cluj-Napoca (3e SR)             | Tartu (Finaliste)         | AEK Larnaca (Champion)           | Tsmoki Minsk (Champion)         |

|  | Vainqueur                                 |
|  | Finaliste                                 |
|  | Éliminés en demi-finales                  |
|  | Éliminés en quarts de finale              |
|  | Éliminés en huitièmes de finale           |
|  | Éliminés en barrages                      |
|  | Éliminés à l’issue de la saison régulière |
|  | Éliminés au second tour de qualification  |
|  | Éliminés au premier tour de qualification |

Les équipes possédant la mention « SR » (saison régulière) à la suite de leur classement entre parenthèses sont des équipes ayant réalisé une meilleure performance en saison régulière qu'en playoffs. Au contraire, les équipes ne possédant pas la mention « SR » sont des équipes ayant réalisé une performance supérieure ou équivalente en playoffs qu'en saison régulière. Par exemple, Monaco, premier de la saison régulière en France mais éliminé en demi-finale des playoffs se voit attribuer le classement « 1er SR », au contraire de Lyon-Villeurbanne, cinquième de la saison mais vainqueur des playoffs qui obtient la mention « Champion ».

## Compétition

### Qualifications

#### Premier tour
| Région A                                         | Région B                                              |
| ------------------------------------------------ | ----------------------------------------------------- |
| Groningue Rilski Sportist CSM Oradea AEK Larnaca | Tartu Ülikool/Rock Tsmoki Minsk Prievidza Cluj-Napoca |

| Équipe 1        | Score     | Équipe 2           | Aller | Retour |
| --------------- | --------- | ------------------ | ----- | ------ |
| Groningue       | 133 - 141 | Tartu Ülikool/Rock | 76-76 | 57-65  |
| Rilski Sportist | 122 - 146 | Tsmoki Minsk       | 58-72 | 64-74  |
| CSM Oradea      | 144 - 131 | Prievidza          | 71-64 | 73-67  |
| AEK Larnaca     | 106 - 145 | Cluj-Napoca        | 50-78 | 56-67  |

#### Second tour
Les équipes éliminées au second tour sont reversées en saison régulière de la Coupe d'Europe FIBA 2016-2017.
| Équipe 1           | Score     | Équipe 2             | Aller | Retour |
| ------------------ | --------- | -------------------- | ----- | ------ |
| Tartu Ülikool/Rock | 137 - 158 | Bakken Bears         | 67-75 | 70-83  |
| Tsmoki Minsk       | 133 - 141 | Ironi Nahariya       | 66-70 | 67-71  |
| Lukoil Academic    | 133 - 142 | CSM Oradea           | 75-72 | 58-70  |
| Uşak Sportif       | 178 - 156 | Cluj-Napoca          | 93-90 | 85-66  |
| Joensuun Kataja    | 156 - 124 | Södertälje Kings     | 97-58 | 59-66  |
| Benfica            | 144 - 145 | Pallacanestro Varese | 72-75 | 72-70  |
| Porto              | 140 - 160 | Utenos Juventus      | 81-83 | 59-77  |
| KK Igokea          | 131 - 152 | KK Mornar Bar        | 71-69 | 60-83  |

### Saison régulière

#### Règles de qualification
Les premiers de chaque groupe ainsi que les trois meilleurs deuxièmes sont directement qualifiées pour les huitièmes de finale. Les deux autres deuxièmes, les troisièmes, les quatrièmes et les quatre meilleurs cinquièmes sont qualifiées pour le premier tour des play-offs. Le plus mauvais cinquième est reversé en compagnie des sixièmes de groupe et des deux meilleurs septièmes en FIBA Europe Cup.
|  | Qualifié directement pour les huitièmes de finale |
|  | Qualifié pour le premier tour des play-offs       |
|  | Reversé en FIBA Europe Cup                        |
|  | Éliminé                                           |

#### Groupe A
| Rang | Équipe                 | Pts | J  | G  | P  | Pp   | Pc   | Diff |  | Résultats (dom.\ext.)  |       |       |       |       |       |       |        |        |
| ---- | ---------------------- | --- | -- | -- | -- | ---- | ---- | ---- |  | ---------------------- | ----- | ----- | ----- | ----- | ----- | ----- | ------ | ------ |
| 1    | AS Monaco              | 26  | 14 | 12 | 2  | 1034 | 919  | 115  |  | Bandırma Banvit        |       | 86-71 | 95-94 | 75-69 | 74-56 | 79-65 | 99-82  | 85-77  |
| 2    | Bandırma Banvit        | 25  | 14 | 11 | 3  | 1130 | 1010 | 120  |  | Francfort Skyliners    | 70-86 |       | 81-74 | 74-61 | 72-62 | 64-70 | 81-64  | 102-68 |
| 3    | ČEZ Basketball Nymburk | 24  | 14 | 10 | 4  | 1124 | 1005 | 119  |  | Aris Salonique         | 84-78 | 58-64 |       | 83-79 | 72-54 | 62-65 | 82-66  | 85-58  |
| 4    | Aris Salonique         | 22  | 14 | 8  | 6  | 1078 | 992  | 86   |  | ČEZ Basketball Nymburk | 86-75 | 87-72 | 87-79 |       | 85-55 | 76-66 | 114-70 | 78-66  |
| 5    | Francfort Skyliners    | 21  | 14 | 7  | 7  | 978  | 983  | -5   |  | Helios Suns Domžale    | 53-60 | 56-61 | 54-62 | 57-67 |       | 59-63 | 78-59  | 60-69  |
| 6    | Ironi Nahariya         | 19  | 14 | 5  | 9  | 1013 | 1035 | -22  |  | AS Monaco              | 65-63 | 65-47 | 80-66 | 93-74 | 59-55 |       | 105-86 | 71-64  |
| 7    | Helios Suns Domžale    | 16  | 14 | 2  | 12 | 834  | 947  | -113 |  | Bakken Bears           | 68-92 | 71-65 | 78-92 | 57-75 | 68-74 | 57-94 |        | 71-90  |
| 8    | Bakken Bears           | 15  | 14 | 1  | 13 | 963  | 1263 | -300 |  | Ironi Nahariya         | 70-83 | 75-54 | 53-85 | 83-86 | 76-61 | 67-73 | 101-62 |        |

#### Groupe B
| Rang | Équipe                | Pts | J  | G | P  | Pp   | Pc   | Diff |  | Résultats (dom.\ext.) |       |        |        |       |       |       |        |       |
| ---- | --------------------- | --- | -- | - | -- | ---- | ---- | ---- |  | --------------------- | ----- | ------ | ------ | ----- | ----- | ----- | ------ | ----- |
| 1    | Le Mans Sarthe Basket | 23  | 14 | 9 | 5  | 1029 | 938  | 91   |  | Pınar Karşıyaka       |       | 99-59  | 78-65  | 84-75 | 77-70 | 66-79 | 66-84  | 79-50 |
| 2    | Umana Reyer Venise    | 23  | 14 | 9 | 5  | 1033 | 1030 | 3    |  | Umana Reyer Venise    | 75-61 |        | 106-91 | 73-61 | 73-59 | 74-62 | 78-68  | 89-78 |
| 3    | Pınar Karşıyaka       | 23  | 14 | 9 | 5  | 1046 | 963  | 83   |  | Avtodor Saratov       | 74-76 | 102-67 |        | 81-71 | 93-80 | 78-95 | 113-84 | 59-65 |
| 4    | Avtodor Saratov       | 21  | 14 | 7 | 7  | 1190 | 1147 | 43   |  | Maccabi Rishon LeZion | 78-69 | 79-61  | 74-98  |       | 74-48 | 73-65 | 69-88  | 69-56 |
| 5    | Maccabi Rishon LeZion | 21  | 14 | 7 | 7  | 1000 | 996  | 4    |  | Khimik Youjne         | 60-78 | 65-64  | 77-80  | 60-69 |       | 59-82 | 82-88  | 78-49 |
| 6    | CSM CSU Oradea        | 20  | 14 | 6 | 8  | 959  | 1047 | -88  |  | Le Mans Sarthe Basket | 65-61 | 68-49  | 81-85  | 80-72 | 68-49 |       | 57-74  | 72-61 |
| 7    | Joensuun Kataja       | 20  | 14 | 6 | 8  | 1091 | 1131 | -40  |  | Joensuun Kataja       | 73-83 | 68-92  | 97-86  | 64-72 | 61-76 | 77-76 |        | 74-80 |
| 8    | Khimik Youjne         | 17  | 14 | 3 | 11 | 929  | 1025 | -96  |  | CSM CSU Oradea        | 56-69 | 69-73  | 96-85  | 69-64 | 69-66 | 60-79 | 101-91 |       |

#### Groupe C
| Rang | Équipe                  | Pts | J  | G  | P  | Pp   | Pc   | Diff |  | Résultats (dom.\ext.)   |       |       |       |       |       |       |       |        |
| ---- | ----------------------- | --- | -- | -- | -- | ---- | ---- | ---- |  | ----------------------- | ----- | ----- | ----- | ----- | ----- | ----- | ----- | ------ |
| 1    | ASVEL Lyon-Villeurbanne | 24  | 14 | 10 | 4  | 1063 | 977  | 86   |  | ASVEL Lyon-Villeurbanne |       | 76-69 | 70-56 | 68-64 | 87-67 | 83-68 | 86-70 | 83-69  |
| 2    | Neptūnas Klaipėda       | 24  | 14 | 10 | 4  | 1051 | 958  | 93   |  | EWE Baskets Oldenburg   | 79-81 |       | 67-62 | 63-64 | 83-71 | 87-73 | 78-53 | 106-77 |
| 3    | EWE Baskets Oldenburg   | 24  | 14 | 10 | 4  | 1070 | 983  | 87   |  | PAOK Salonique          | 61-67 | 79-82 |       | 82-73 | 85-66 | 85-81 | 78-69 | 59-52  |
| 4    | PAOK Salonique          | 21  | 14 | 7  | 7  | 1031 | 990  | 41   |  | Neptūnas Klaipėda       | 81-67 | 69-73 | 68-63 |       | 66-63 | 84-68 | 94-60 | 103-88 |
| 5    | BK Ventspils            | 21  | 14 | 7  | 7  | 1061 | 1057 | 4    |  | Rosa Radom              | 63-83 | 66-70 | 93-85 | 65-71 |       | 63-79 | 61-74 | 83-77  |
| 6    | Muratbey Uşak Sportif   | 19  | 14 | 5  | 9  | 1056 | 1092 | -36  |  | BK Ventspils            | 77-72 | 76-77 | 54-84 | 66-61 | 74-53 |       | 91-66 | 97-86  |
| 7    | Openjobmetis Varese     | 18  | 14 | 4  | 10 | 981  | 1123 | -142 |  | Openjobmetis Varese     | 83-82 | 76-61 | 70-75 | 67-86 | 62-69 | 82-88 |       | 85-77  |
| 8    | Rosa Radom              | 17  | 14 | 3  | 11 | 959  | 1092 | -133 |  | Muratbey Uşak Sportif   | 70-58 | 60-65 | 78-77 | 65-67 | 96-76 | 74-69 | 87-64 |        |

#### Groupe D
| Rang | Équipe              | Pts | J  | G  | P  | Pp   | Pc   | Diff |  | Résultats (dom.\ext.) |       |       |       |       |        |       |       |        |
| ---- | ------------------- | --- | -- | -- | -- | ---- | ---- | ---- |  | --------------------- | ----- | ----- | ----- | ----- | ------ | ----- | ----- | ------ |
| 1    | Iberostar Tenerife  | 25  | 14 | 11 | 3  | 1135 | 948  | 187  |  | SIG Strasbourg        |       | 63-57 | 72-75 | 74-64 | 71-56  | 68-59 | 86-61 | 93-62  |
| 2    | Sidigas Avellino    | 24  | 14 | 10 | 4  | 1048 | 961  | 87   |  | Sidigas Avellino      | 72-69 |       | 75-76 | 72-77 | 75-57  | 85-61 | 74-64 | 53-60  |
| 3    | SIG Strasbourg      | 23  | 14 | 9  | 5  | 1069 | 977  | 92   |  | Iberostar Tenerife    | 66-70 | 66-78 |       | 64-57 | 106-84 | 73-59 | 79-57 | 103-57 |
| 4    | Juventus Utena      | 22  | 14 | 8  | 6  | 1066 | 1096 | -30  |  | BC Telenet Oostende   | 65-66 | 73-78 | 66-62 |       | 82-70  | 82-74 | 59-69 | 80-60  |
| 5    | BC Telenet Oostende | 20  | 14 | 6  | 8  | 995  | 991  | 4    |  | Cibona Zagreb         | 93-88 | 83-84 | 57-85 | 71-77 |        | 87-77 | 81-72 | 90-72  |
| 6    | Cibona Zagreb       | 19  | 14 | 5  | 9  | 1082 | 1155 | -73  |  | KK Mega Leks          | 86-82 | 70-84 | 73-98 | 76-70 | 81-79  |       | 77-79 | 60-53  |
| 7    | KK Mega Leks        | 18  | 14 | 4  | 10 | 1016 | 1112 | -96  |  | Juventus Utena        | 91-84 | 75-85 | 71-93 | 81-71 | 104-82 | 85-78 |       | 82-74  |
| 8    | KK Mornar Bar       | 16  | 14 | 3  | 11 | 962  | 1133 | -171 |  | KK Mornar Bar         | 70-83 | 67-76 | 72-89 | 74-72 | 81-92  | 87-85 | 73-75 |        |

#### Groupe E
| Rang | Équipe                    | Pts | J  | G  | P  | Pp   | Pc   | Diff |  | Résultats (dom.\ext.)     |       |       |       |       |        |       |       |       |
| ---- | ------------------------- | --- | -- | -- | -- | ---- | ---- | ---- |  | ------------------------- | ----- | ----- | ----- | ----- | ------ | ----- | ----- | ----- |
| 1    | Beşiktaş Sompo Japan      | 26  | 14 | 12 | 2  | 1178 | 1050 | 128  |  | AEK Athènes               |       | 91-81 | 71-64 | 78-88 | 78-58  | 82-72 | 89-69 | 92-49 |
| 2    | AEK Athènes               | 23  | 14 | 9  | 5  | 1107 | 992  | 115  |  | Partizan Belgrade         | 65-69 |       | 58-56 | 86-71 | 87-88  | 86-82 | 70-84 | 77-67 |
| 3    | MHP Riesen Ludwigsburg    | 22  | 14 | 8  | 6  | 1150 | 1058 | 92   |  | Stelmet Zielona Góra      | 78-75 | 80-81 |       | 66-84 | 81-78  | 72-70 | 83-86 | 83-63 |
| 4    | Partizan Belgrade         | 22  | 14 | 8  | 6  | 1038 | 1046 | -8   |  | Beşiktaş Sompo Japan      | 82-68 | 77-62 | 85-66 |       | 100-70 | 88-85 | 68-66 | 89-74 |
| 5    | Dinamo Basket Sassari     | 21  | 14 | 7  | 7  | 1099 | 1108 | -9   |  | Dinamo Basket Sassari     | 80-78 | 99-85 | 74-70 | 74-75 |        | 79-80 | 95-75 | 97-88 |
| 6    | Proximus Spirou Charleroi | 20  | 14 | 6  | 8  | 1040 | 1113 | -73  |  | MHP Riesen Ludwigsburg    | 72-67 | 64-65 | 87-77 | 89-83 | 75-78  |       | 88-66 | 99-56 |
| 7    | Stelmet Zielona Góra      | 18  | 14 | 4  | 10 | 1020 | 1084 | -64  |  | Proximus Spirou Charleroi | 58-80 | 63-65 | 86-69 | 75-92 | 63-57  | 78-96 |       | 92-87 |
| 8    | Szolnoki Olaj             | 16  | 14 | 2  | 12 | 1020 | 1201 | -181 |  | Szolnoki Olaj             | 76-89 | 55-70 | 86-75 | 91-96 | 73-72  | 81-91 | 74-79 |       |

#### Classements particuliers

##### Meilleurs deuxièmes
Les trois meilleurs deuxièmes sont directement qualifiés pour les huitièmes de finale.
| Rang | Équipe                  | Pts | J  | G  | P | Pp   | Pc   | Diff |
| ---- | ----------------------- | --- | -- | -- | - | ---- | ---- | ---- |
| 1    | Bandırma Banvit (A2)    | 24  | 14 | 10 | 4 | 1130 | 1010 | 120  |
| 2    | Neptūnas Klaipėda (C2)  | 24  | 14 | 10 | 4 | 1051 | 958  | 93   |
| 3    | Sidigas Avellino (D2)   | 24  | 14 | 10 | 4 | 1048 | 961  | 87   |
| 4    | AEK Athènes (E2)        | 23  | 14 | 9  | 5 | 1107 | 992  | 115  |
| 5    | Umana Reyer Venise (B2) | 23  | 14 | 9  | 5 | 1033 | 1030 | 3    |

##### Meilleurs cinquièmes
Les quatre meilleurs cinquièmes sont qualifiés pour le premier tour des play-offs. L'équipe restante est reversée en FIBA Europe Cup.
| Rang | Équipe                     | Pts | J  | G | P | Pp   | Pc   | Diff |
| ---- | -------------------------- | --- | -- | - | - | ---- | ---- | ---- |
| 1    | BK Ventspils (C5)          | 21  | 14 | 7 | 7 | 1061 | 1057 | 4    |
| 2    | Maccabi Rishon LeZion (B5) | 21  | 14 | 7 | 7 | 1000 | 996  | 4    |
| 3    | Francfort Skyliners (A5)   | 21  | 14 | 7 | 7 | 978  | 983  | -5   |
| 4    | Dinamo Basket Sassari (E5) | 21  | 14 | 7 | 7 | 1099 | 1108 | -9   |
| 5    | BC Telenet Oostende (D5)   | 20  | 14 | 6 | 8 | 995  | 991  | 4    |

##### Meilleurs septièmes
Les deux meilleurs septièmes sont reversés (avec tous les sixièmes de groupe) en FIBA Europe Cup.
| Rang | Équipe                    | Pts | J  | G | P  | Pp   | Pc   | Diff |
| ---- | ------------------------- | --- | -- | - | -- | ---- | ---- | ---- |
| 1    | Joensuun Kataja (B7)      | 20  | 14 | 6 | 8  | 1091 | 1131 | -40  |
| 2    | Stelmet Zielona Góra (E7) | 18  | 14 | 4 | 10 | 1020 | 1084 | -64  |
| 3    | KK Mega Leks (D7)         | 18  | 14 | 4 | 10 | 1016 | 1112 | -96  |
| 4    | Openjobmetis Varese (C7)  | 18  | 14 | 4 | 10 | 981  | 1123 | -142 |
| 5    | Helios Suns Domžale (A7)  | 16  | 14 | 2 | 12 | 834  | 947  | -113 |

### Play-offs

#### Tour de barrage
Le tirage au sort est effectué le vendredi 27 janvier 2017. Les huit meilleures équipes de la saison régulière participant à ce tour sont têtes de série, ne peuvent se rencontrer entre elles, et reçoivent au match retour. Deux clubs d'un même groupe de saison régulière ne peuvent se rencontrer, ni s'ils proviennent d'un même pays. Les 8 équipes vainqueurs se qualifient pour les huitièmes de finale.
| Équipe 1                   | Score     | Équipe 2                    | Aller   | Retour  |
| -------------------------- | --------- | --------------------------- | ------- | ------- |
| [A4] Aris Salonique        | 141 - 133 | SIG Strasbourg [D3]         | 71 - 52 | 71 - 80 |
| [C5] BK Ventspils          | 135 - 137 | Umana Reyer Venise [B2]     | 74 - 67 | 61 - 70 |
| [B4] Avtodor Saratov       | 176 - 182 | EWE Baskets Oldenburg [C3]  | 87 - 84 | 89 - 98 |
| [D4] Juventus Utena        | 131 - 153 | AEK Athènes [E2]            | 77 - 78 | 54 - 75 |
| [C4] PAOK Salonique        | 156 - 154 | Partizan Belgrade [E4]      | 74 - 76 | 82 - 78 |
| [B5] Maccabi Rishon LeZion | 148 - 167 | MHP Riesen Ludwigsburg [E3] | 66 - 83 | 82 - 84 |
| [A5] Francfort Skyliners   | 142 - 152 | Pınar Karşıyaka [B3]        | 90 - 80 | 52 - 72 |
| [E5] Dinamo Basket Sassari | 157 - 156 | ČEZ Basketball Nymburk [A3] | 94 - 72 | 63 - 84 |

L'équipe 1 reçoit le match aller et se déplace au match retour.

#### Huitièmes de finale
Un second tirage au sort a lieu pour les huitièmes de finale, suivant celui pour les barrages. Les huit têtes de série sont les huit meilleurs bilans de saison régulière, directement qualifiés pour ce tour-ci. Deux clubs d'un même groupe de saison régulière ne peuvent se rencontrer.
| Équipe 1                    | Score     | Équipe 2                     | Aller   | Retour  |
| --------------------------- | --------- | ---------------------------- | ------- | ------- |
| [E2] AEK Athènes            | 156 - 163 | AS Monaco [A1]               | 69 - 68 | 87 - 95 |
| [C4] PAOK Salonique         | 120 - 143 | Iberostar Tenerife [D1]      | 66 - 63 | 54 - 80 |
| [C3] EWE Baskets Oldenburg  | 143 - 152 | Bandırma Banvit [A2]         | 82 - 82 | 61 - 70 |
| [B3] Pınar Karşıyaka        | 171 - 152 | Beşiktaş Sompo Japan [E1]    | 75 - 70 | 96 - 85 |
| [A4] Aris Salonique         | 134 - 148 | ASVEL Lyon-Villeurbanne [C1] | 67 - 67 | 67 - 81 |
| [E3] MHP Riesen Ludwigsburg | 125 - 119 | Neptūnas Klaipėda [C2]       | 73 - 61 | 52 - 58 |
| [E5] Dinamo Basket Sassari  | 147 - 129 | Le Mans Sarthe Basket [B1]   | 79 - 63 | 68 - 66 |
| [B2] Umana Reyer Venise     | 125 - 117 | Sidigas Avellino [D2]        | 53 - 49 | 72 - 68 |

L'équipe 1 reçoit le match aller et se déplace au match retour.

#### Quarts de finale
Un nouveau tirage au sort est réalisé pour les quarts de finale. Les huit équipes qualifiées sont réunies dans un tirage sans tête de série ni aucune protection de nationalité.
| Équipe 1                | Score     | Équipe 2               | Aller   | Retour  |
| ----------------------- | --------- | ---------------------- | ------- | ------- |
| ASVEL Lyon-Villeurbanne | 113 - 123 | Iberostar Tenerife     | 62 - 62 | 51 - 61 |
| Pınar Karşıyaka         | 140 - 145 | Umana Reyer Venise     | 74 - 71 | 66 - 74 |
| Bandırma Banvit         | 146 - 145 | MHP Riesen Ludwigsburg | 87 - 92 | 59 - 53 |
| AS Monaco               | 152 - 138 | Dinamo Basket Sassari  | 73 - 62 | 79 - 76 |

L'équipe 1 reçoit le match aller et se déplace au match retour.

#### Final Four
Un dernier tirage au sort est réalisé pour le final four, après que le club de Tenerife a été désigné hôte du tour final de la compétition.
|  | 1/2 finales        | 1/2 finales        |                 |    | Finale        | Finale        |
|  | 1/2 finales        | 1/2 finales        |                 |    | Finale        | Finale        |
|  |                    |                    |                 |    |               |               |
|  | 28 avril 2017      | 28 avril 2017      |                 |    | 30 avril 2017 | 30 avril 2017 |
|  | 28 avril 2017      | 28 avril 2017      |                 |    | 30 avril 2017 | 30 avril 2017 |
|  | Bandırma Banvit    | 83                 |                 |    | 30 avril 2017 | 30 avril 2017 |
|  | Bandırma Banvit    | 83                 |                 |    | 30 avril 2017 | 30 avril 2017 |
|  | AS Monaco          | 74                 |                 |    | 30 avril 2017 | 30 avril 2017 |
|  | AS Monaco          | 74                 | Bandırma Banvit | 59 |               |               |
|  | 28 avril 2017      |                    | Bandırma Banvit | 59 |               |               |
|  |                    | Iberostar Tenerife | 63              |    |               |               |
|  | Iberostar Tenerife | Iberostar Tenerife | 63              | 67 |               |               |
|  | Iberostar Tenerife |                    |                 | 67 |               |               |
|  | Umana Reyer Venise | 58                 |                 |    |               |               |
|  | Umana Reyer Venise | 58                 | 3e place        |    |               |               |
|  |                    |                    |                 |    |               |               |
|  | 30 avril 2017      |                    |                 |    |               |               |
|  |                    |                    |                 |    |               |               |
|  | AS Monaco          | 91                 |                 |    |               |               |
|  | AS Monaco          | 91                 |                 |    |               |               |
|  | Umana Reyer Venise | 77                 |                 |    |               |               |
|  | Umana Reyer Venise | 77                 |                 |    |               |               |

## Récompenses individuelles

### Récompenses hebdomadaires

#### MVP par journée
| Journée | Joueur                    | Équipe                      | Pts | Reb. | P.D. | Éval. |
| ------- | ------------------------- | --------------------------- | --- | ---- | ---- | ----- |
| 1       | Tyrone Brazelton (1/1)    | Rosa Radom (1/1)            | 36  | 5    | 9    | 30    |
| 2       | Joe Ragland (1/1)         | Sidigas Avellino (1/2)      | 16  | 6    | 10   | 29    |
| 3       | Shaquielle McKissic (1/1) | Muratbey Uşak Sportif (1/2) | 26  | 10   | 1    | 24    |
| 4       | Vlado Janković (1/1)      | Aris Salonique (1/1)        | 19  | 10   | 0    | 25    |
| 5       | Nick Minnerath (1/2)      | Avtodor Saratov (1/2)       | 39  | 8    | 2    | 40    |
| 6       | Geórgios Bógris (1/1)     | Iberostar Tenerife (1/1)    | 22  | 7    | 4    | 28    |
| 7       | Kyrylo Fesenko (1/1)      | Sidigas Avellino (2/2)      | 25  | 13   | 1    | 35    |
| 8       | Jimmy Baron (1/1)         | Neptūnas Klaipėda (1/1)     | 42  | 4    | 1    | 40    |
| 9       | Novica Veličković (1/1)   | KK Partizan Belgrade (1/1)  | 20  | 5    | 1    | 21    |
| 10      | Daniel Mullings (1/1)     | Joensuun Kataja (1/1)       | 22  | 10   | 4    | 25    |
| 11      | Zach Auguste (1/1)        | Muratbey Uşak Sportif (2/2) | 31  | 14   | 2    | 36    |
| 12      | Chris Kramer (1/1)        | EWE Baskets Oldenburg (1/1) | 16  | 10   | 13   | 36    |
| 13      | Martin Zeno (1/1)         | CSM CSU Oradea (1/1)        | 42  | 3    | 4    | 40    |
| 14      | Nick Minnerath (2/2)      | Avtodor Saratov (2/2)       | 28  | 7    | 3    | 27    |

| Tour           | Joueur                 | Équipe                | Pts | Reb. | P.D. | Éval. |
| -------------- | ---------------------- | --------------------- | --- | ---- | ---- | ----- |
| Barrages       | Thaddus McFadden (1/1) | PAOK Salonique (1/1)  |     |      |      |       |
| 1/8e de finale | Mike Green (1/1)       | Pınar Karşıyaka (1/1) |     |      |      |       |
| 1/4 de finale  | Jordan Theodore (1/1)  | Bandırma Banvit (1/1) |     |      |      |       |

#### Meilleur cinq par journée
| Journée | PG                                               | SG                                              | SF                                                    | PF                                               | C                                                  |
| ------- | ------------------------------------------------ | ----------------------------------------------- | ----------------------------------------------------- | ------------------------------------------------ | -------------------------------------------------- |
| 1       | Tyrone Brazelton (1/1) Rosa Radom (1/1)          | Chris Kramer (1/2) EWE Baskets Oldenburg (1/4)  | Levi Randolph (1/2) Sidigas Avellino (1/7)            | Tim Abromaitis (1/2) Iberostar Tenerife (1/5)    | Vladimir Štimac (1/2) Beşiktaş Sompo Japan (1/5)   |
| 2       | Joe Ragland (1/3) Sidigas Avellino (2/7)         | Jordan Theodore (1/2) Bandırma Banvit (1/5)     | Howard Sant-Roos (1/2) ČEZ Basketball Nymburk (1/4)   | Levi Randolph (2/2) Sidigas Avellino (3/7)       | Tadas Klimavičius (1/1) Neptūnas Klaipėda (1/3)    |
| 3       | Branko Mirković (1/1) CSM CSU Oradea (1/3)       | Kwame Vaughn (1/1) Francfort Skyliners (1/2)    | Shaquielle McKissic (1/1) Muratbey Uşak Sportif (1/2) | Earl Clark (1/1) Beşiktaş Sompo Japan (2/5)      | Brian Qvale (1/2) EWE Baskets Oldenburg (2/4)      |
| 4       | J'Covan Brown (1/3) Pınar Karşıyaka (1/5)        | Daniel Mullings (1/2) Joensuun Kataja (1/4)     | Vlado Janković (1/1) Aris Salonique (1/1)             | Jack Cooley (1/1) MHP Riesen Ludwigsburg (1/2)   | Ante Žižić (1/1) Cibona Zagreb (1/2)               |
| 5       | Joe Ragland (2/2) Sidigas Avellino (4/7)         | DeVaughn Akoon-Purcell (1/1) Bakken Bears (1/1) | Gediminas Orelik (1/1) Bandırma Banvit (2/5)          | Kyle Weems (1/2) Beşiktaş Sompo Japan (3/5)      | Nick Minnerath (1/2) Avtodor Saratov (1/3)         |
| 6       | Tekele Cotton (1/1) MHP Riesen Ludwigsburg (2/2) | Zack Wright (1/2) AS Monaco (1/4)               | Sean Barnette (1/1) CSM CSU Oradea (2/3)              | Hrvoje Perić (1/2) Umana Reyer Venise (1/5)      | Georgios Bogris (1/1) Iberostar Tenerife (2/5)     |
| 7       | Walter Hodge (1/1) ASVEL Lyon-Villeurbanne (1/2) | Daniel Mullings (2/3) Joensuun Kataja (2/4)     | Nemanja Djurišić (1/1) Stelmet Zielona Góra (1/1)     | Tim Abromaitis (2/2) Iberostar Tenerife (3/5)    | Kyrylo Fesenko (1/2) Sidigas Avellino (5/7)        |
| 8       | Bryon Allen (1/2) ČEZ Basketball Nymburk (2/4)   | Jimmy Baron (1/1) Neptūnas Klaipėda (2/3)       | Rion Brown (1/1) Maccabi Rishon LeZion (1/3)          | Hrvoje Perić (2/2) Umana Reyer Venise (2/5)      | Vladimir Štimac (2/2) Beşiktaş Sompo Japan (4/5)   |
| 9       | J'Covan Brown (2/3) Pınar Karşıyaka (2/5)        | David Bell (1/1) Dinamo Basket Sassari (1/4)    | Teemu Rannikko (1/1) Joensuun Kataja (3/4)            | Nik Slavica (1/1) Cibona Zagreb (2/2)            | Novica Veličković (1/1) KK Partizan Belgrade (1/2) |
| 10      | Bryon Allen (2/2) ČEZ Basketball Nymburk (3/4)   | Daniel Mullings (3/3) Joensuun Kataja (4/4)     | Patrick Richard (1/1) Maccabi Rishon LeZion (2/3)     | Stefan Birčević (1/1) KK Partizan Belgrade (2/2) | Romeo Travis (1/1) SIG Strasbourg (1/1)            |
| 11      | Folarin Campbell (1/1) BK Ventspils (1/1)        | Furkan Korkmaz (1/2) Bandırma Banvit (3/5)      | Howard Sant-Roos (2/2) ČEZ Basketball Nymburk (4/4)   | Zach Auguste (1/1) Muratbey Uşak Sportif (2/2)   | Javon McCrea (1/1) Maccabi Rishon LeZion (3/3)     |
| 12      | Thaddus McFadden (1/2) PAOK Salonique (1/2)      | Chris Kramer (2/2) EWE Baskets Oldenburg (3/4)  | Aaron Doornekamp (1/1) Iberostar Tenerife (4/5)       | Dušan Šakota (1/1) AEK Athènes (1/1)             | Melvin Ejim (1/2) Umana Reyer Venise (3/5)         |
| 13      | Joe Ragland (3/3) Sidigas Avellino (6/7)         | Larry Drew (1/1) Neptūnas Klaipėda (3/3)        | Martin Zeno (1/1) CSM CSU Oradea (3/3)                | Kyle Weems (2/2) Beşiktaş Sompo Japan (5/5)      | Vince Hunter (1/1) Avtodor Saratov (2/3)           |
| 14      | Rok Stipčević (1/1) Dinamo Basket Sassari (2/4)  | Muhammed Baygül (1/1) Pınar Karşıyaka (3/5)     | Quantez Robertson (1/1) Francfort Skyliners (2/2)     | Nick Minnerath (2/2) Avtodor Saratov (3/3)       | Kyrylo Fesenko (2/2) Sidigas Avellino (7/7)        |

| Tour           | PG                                        | SG                                          | SF                                             | PF                                                | C                                               |
| -------------- | ----------------------------------------- | ------------------------------------------- | ---------------------------------------------- | ------------------------------------------------- | ----------------------------------------------- |
| Barrages       | J'Covan Brown (3/3) Pınar Karşıyaka (4/5) | Thaddus McFadden (2/2) PAOK Salonique (2/2) | Trevor Lacey (1/1) Dinamo Basket Sassari (3/4) | Michael Bramos (1/1) Umana Reyer Venise (4/5)     | Brian Qvale (2/2) EWE Baskets Oldenburg (4/4)   |
| 1/8e de finale | Mike Green (1/1) Pınar Karşıyaka (5/5)    | Jamal Shuler (1/1) AS Monaco (2/4)          | Furkan Korkmaz (2/2) Bandırma Banvit (4/5)     | Duško Savanović (1/1) Dinamo Basket Sassari (4/4) | Adrian Uter (1/1) ASVEL Lyon-Villeurbanne (2/2) |
| 1/4 de finale  | Zack Wright (2/2) AS Monaco (3/4)         | Jordan Theodore (2/2) Bandırma Banvit (5/5) | Marius Grigonis (1/1) Iberostar Tenerife (5/5) | Melvin Ejim (2/2) Umana Reyer Venise (5/5)        | Brandon Davies (1/1) AS Monaco (4/4)            |
| 1/2 finales    |                                           |                                             |                                                |                                                   |                                                 |
| Finale         |                                           |                                             |                                                |                                                   |                                                 |